# Kristianstad Idrottshall
Kristianstad Idrottshall – hala widowiskowo-sportowa w Kristianstad, w Szwecji. Została otwarta 29 grudnia 1964 roku. Może pomieścić 2000 widzów.
W hali przez lata swoje spotkania rozgrywali piłkarze ręczni klubu IFK Kristianstad. W 2010 roku oddano do użytku nową halę wybudowaną przy starym obiekcie (obie hale są ze sobą połączone), na którą przeniosła się drużyna IFK Kristianstad.